# Храм Воскресения Словущего (Харланово)
Це́рковь Обновле́ния хра́ма Воскресе́ния Госпо́дня в Иерусали́ме (Храм Воскресе́ния Словущего, Воскресе́нская це́рковь) — полуразрушенный православный храм в селе Харланово Дмитровского района Орловской области. Памятник градостроительства и архитектуры регионального значения.

## История
Деревянная Воскресенская церковь в селе Харланово известна с 1658 года. В 1707 году в храме служил священник Василий Ермолов и 3 дьячка: Василий Савинов, Аврам Варфоломеев и Фёдор Емельянов. К приходу Воскресенской церкви, помимо жителей Харланова, было приписано население соседних деревень Авилово и Хальзево.
В 1846 году был освящён новый, каменный храм, построенный по заказу помещика — князя Александра Яковлевича Лобанова-Ростовского в стиле позднего классицизма. Воскресенский храм относился ко 2-му участку Дмитровского благочиния.
В 1865 году священник Воскресенского храма Михаил Семов «за хорошее поведение и исправное прохождение священнической должности» был награждён набедренником.
В марте 1885 года священником Воскресенского храма стал воспитанник Орловской духовной семинарии Николай Иванов.
В 1902 году в приходе храма числилась 961 душа мужского пола, в распоряжении церкви находилось 37 десятин земли, ежегодный братский доход причта составлял 792 рубля. Причт состоял из трёх человек: священника, диакона и псаломщика. Место диакона долгое время пустовало после перевода Николая Турбина в село Путимец Орловского уезда в июле 1901 года.
14 апреля 1906 года священник храма Михаил Диомидов был утверждён в должности члена благочиннического совета 2-го Дмитровского округа.
Приходской совет храма в 1907 году выписал 500 брошюр нравственного содержания, вёл борьбу с тайной виноторговлей, собрал на ремонт храма 150 рублей, поддерживал своими средствами местный хор певчих и наблюдал за порядком в храме и во время крестных ходов. Определением Синода от 27 марта 1914 года священник М. Диомидов был посвящён в сан протоиерея.
На 1 января 1914 года в приходе храма числилось 1952 человека, на 1 января 1916 года — 1975 человек.
Здание церкви в полуразрушенном виде сохранилось до сих пор. Богослужения продолжались до конца 1920-х годов, когда умер последний священник храма — отец Михаил. После отступления немцев в 1943 году в здании храма долгое время прятались полицаи-предатели. Для обороны они пробили в стенах храма бойницы, от злобы и отчаяния стреляли по фрескам. На стенах до сих пор видны следы от их пуль. После войны в храме долгое время хранили зерно, потом складировали ядохимикаты. В 1950-е годы были взорваны 2 боковых купола храма. В 1990-е годы кладоискатели перерыли полы храма и выломали решётки из окон. Метрические книги храма не сохранились.

## Архитектура

Купол Воскресенского храма

Храм расположен на высоком открытом месте к востоку от села, фактически, на территории посёлка Кирпичный. Рядом с церковью находится сельское кладбище. Крупный центрический объем церкви господствует в пейзаже.
Здание храма построено в формах позднего классицизма, но центрическая крестообразная структура обнаруживает отклонения от принципов этого стиля. Ордер огрублен в пропорциях. Фасады с широкими плоскими пилястрами завершаются антаблементами разреженной профилировки и слишком маленькими фронтонами. В колоннах западного портика эхин заменен простым расширением ствола, а абаки необычно тонкие. Из-за большого выноса ветвей креста барабан и купол кажутся недостаточно крупными. Удивляет отсутствие окон на основных плоскостях северного и южного фасадов. Рукава креста служили здесь пределами. Окна в них устроены посредине западных стен и апсид, нехарактерных для крестообразных храмов. Центральное алтарное помещение сообщается с алтарями пределов изогнутыми проходами. В толще северо-западного угла сделана винтовая лестница с входом снаружи и выходом на кровлю под самым барабаном.
Сохранились фрагменты фресок храма.

## Причт и старосты храма

### Священники
- Михаил Семов (до 1865 года — ?)
- Николай Иванов (март 1885 года — ?)
- Михаил Диомидов (до марта 1895 года — после 1914 года)

### Диаконы
- Николай Турбин (? — 17 июля 1901 года)[13]
- вакансия (17 июля 1901 года — после 1903 года)[14]

### Псаломщики
- Василий Комягинский (? — 18 октября 1902 года) — умер в должности[15]
- Александр Комягинский (ноябрь 1902 года — после 1908 года)[16]

### Церковные старосты
- крестьянин Алексей Стефанович Громенков (26 ноября 1907 года — после 1910 года)[17][18]